# EBoy
De pixel artgroep eBoy werd in 1998 opgericht door Steffen Sauerteig, Svend Smital en Kai Vermehr. EBoy heeft zijn basis in Berlijn, maar werkt samen met Peter Stemmler in New York om grafisch werk te produceren voor bedrijven.
EBoys werk maakt intensief gebruik van de alom tegenwoordige popcultuur en haar commerciële iconen. Het grafisch werk wordt gekenmerkt door een driedimensionale stijl waarin robots, kinderspeelgoed, auto's en techniek steeds weer opduiken. Het werk wordt als droogkomisch en pixelscherp omschreven. 
EBoy heeft met bekende namen en bedrijven gewerkt zoals Coca-Cola, MTV, VH1 en adidas.